# University of Michigan
University of Michigan (UM, U-M, U of M eller UMich) er et offentligt (delstatsejet) universitet i Michigan i USA. UM er et anerkendt forskningsuniversitet og er flagskibet indenfor højere uddannelse i Michigan. Det tilhører de kvalitetsmæssigt højt rangerede Public Ivy-universiteter.
Universitetet indtog i 2008 18. pladsen globalt på Time's liste over verdens bedste universiteter.
Fordelingen af studerende mellem de tre campuser ved UM er:
- UM Ann Arbor – 40 025 studenter (2006)
- UM Dearborn – 8 556 studenter (2006)
- UM Flint – 6 527 studenter (2006)

## Historie
University of Michigan blev etableret i Detroit i 1817. I 1837 flyttede universitetet til Ann Arbor, hvor det fortsat har sit hovedkontor. I tillæg til Ann Arbor har UM campus i Flint og i Dearborn.
Kvinder fik lov til at studere ved UM allerede i 1870, og University of Michigan var det tredje universitet i USA, der tillod dette.
I første halvdel af 1900-tallet ekspanderede University of Michigan stærkt, og satsede meget på forskning. Under 2. verdenskrig foregik omfattende militærteknologisk forskning på UM, specielt for US Navy.
I 1960'erne og 1970'erne havde universitetet mange politisk radikale studenter, og der var på universitetet flere protester mod regeringens politik i Indokina.

## Studier
Det er 25 000 studenter på bachelorniveau og 15 000 studenter på masterniveau ved University of Michigan i Ann Arbor. Det findes 600 forskellige studieprogrammer. 90% af studieprogrammene er rangeret blandt de 20 bedste i USA.
University of Michigan har omkring 5.000 akademisk ansatte. Som mange andre forskningsuniversiteter benyttes i stort omfang masterstudenter til at undervise på lavere niveauer. 
Undervisningsgebyret ved University of Michigan er det højeste i USA blandt offentlige universiteter. For studenter udenfor Michigan er prisen omkring 30.000 US $ årligt for undervisningen alene. For studenter bosat i Michigan udgør undervisningsgebyret ca. US$ 6.000 – 10.000.

## Idræt
Idrætsholdet ved University of Michigan hedder U of M Wolverines. Det spiller i øverste division i National Collegiate Athletic Association i alle sportsgrene undtagen ishockey. 
Som ved de fleste universiteter i USA er det amerikansk fodbold, der er den mest populære sportsgren. Wolverines vandt den første Rose Bowl i 1902 og har tilsammen elleve nationale sejre. Det sidste nationale mesterskab blev vundet i 1997. Tre vindere af Heisman-trofæet, som årligt gives til den bedste spiller i amerikansk college football, er kommet fra University of Michigan. Hjemmebanen for Wolverines i amerikansk football er Michigan Stadium, som med en kapacitet på 107.500 er verdens største af sin art, og som har øgenavnet The Big House. Hovedrivalerne til Wolverines er Michigan State Spartans, Notre Dame Fighting Irish og Ohio State Buckeyes.

## Biblioteksressurser
De forskellige afdelinger ved University of Michigan har tilsammen 8,134 millioner titler, hvilket gør biblioteket til USAs tolvte største bibliotek (2006).

## Alumni
- Darren Criss - Han og andre studerende og alumner grundlagde teatergruppen StarKid.[3]